# Le Transbordeur
Pour les articles homonymes, voir Transbordeur.
Le Transbordeur est une salle de concert consacrée aux musiques actuelles située à Villeurbanne, à proximité du Parc de la Tête d'Or et de la Cité Internationale.

## La salle
Jusqu'en 1931, l'emplacement est occupé par l'aire sportive du « Tir aux Pigeons » qui constituait le lieu d'entraînement principal des sections du Football Club de Lyon.
Créée par Victor Bosch, elle a été inaugurée le 21 janvier 1989 par la mémorable venue de New Order, un concert « sold out » qui a tenu toutes ses promesses. À cette occasion un magazine Mr Hublot, consacré à l'actualité du Transbordeur, a été lancé avec une double page consacrée à New Order signé Jean-François Clément, auteur de la première biographie française de Joy Division. (un concert du musicien français White Collar.) La ville de Lyon a confié une délégation de service public à l'équipe gestionnaire qui a une mission de diffusion de groupes français et internationaux ainsi que de promotion et de soutien de la scène musicale locale.
La salle a été aménagée dans l'ancienne usine des eaux de Grand Camp. En 2006, l'entrée et les bureaux ont été restructurés.
Cet équipement culturel est composé de :
- un club de 450 places non-assises avec bar ;
- une grande salle de 1 800 places.

Depuis juillet 2010, une nouvelle équipe est en place à la suite de la Délégation de Service Public. Le nouveau directeur est Cyrille Bonin.

## Identité graphique

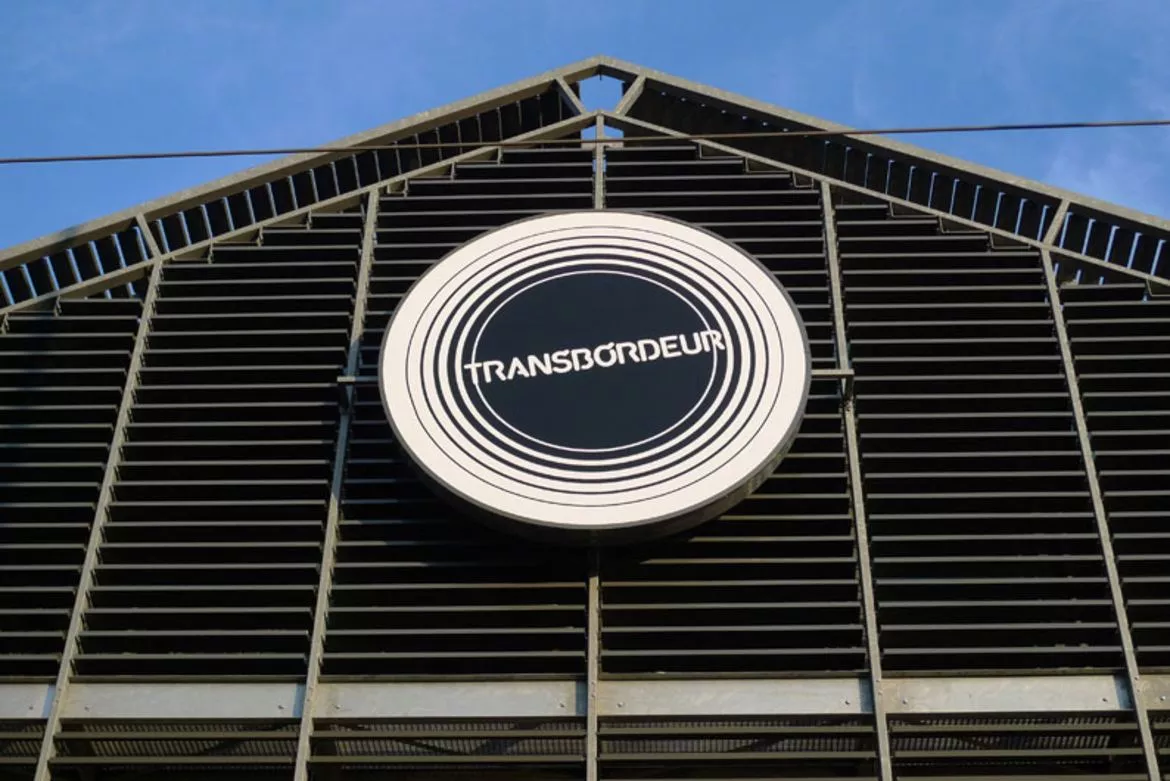
Façade du transbordeur.

En 2010, le changement de direction s'est accompagné d'un changement de l'identité graphique de la salle. Le collectif graphique Kolle Bolle a créé une typographie spécifique accompagnée d'un objet graphique (logotype) évoquant à la fois l'onde sonore et l'onde produite par l'eau (en référence à la fonction première du bâtiment.)
La charte graphique a été déclinée sur le lieu de manière à créer une nouvelle signalétique.